# سياوش كندي
سياوش كندي (بالإنجليزية: Siavosh Kandi)‏ هي قرية تقع في أردبيل في إيران. يقدر عدد سكانها بـ 205 نسمة بحسب إحصاء 2016.